# دوري كرة القدم الغربي 1963–64
دوري كرة القدم الغربي 1963–64 (بالإنجليزية: 1963–64 Western Football League)‏ هو موسم من دوري كرة القدم الغربي ‏. فاز فيه Bideford A.F.C. ‏.